# Mahmud al-Turki
Mahmud al-Turki (* 1967 in Deir ez-Zor) ist ein ehemaliger syrischer Fußballschiedsrichter.

## Leben
Mahmud al-Turki spielte zunächst als Torwart aktiv Fußball, bevor er 1986 seine Karriere als Schiedsrichter begann. Bis 2010 leitete er über 90 Spiele der syrischen Profiliga. Ab 2004 war er FIFA-Schiedsrichter und wurde als vierter Offizieller bei internationalen Partien eingesetzt, unter anderem bei der U-19-Asienmeisterschaft 2004.
Nachdem sein Haus infolge des Syrischen Bürgerkriegs zerstört wurde und die Terrororganisation Islamischer Staat das Gouvernement Deir ez-Zor besetzte, flüchtete Mahmud al-Turki zunächst mit seiner Familie innerhalb Syriens und anschließend nach Deutschland, wo er im Dezember 2014 ankam und sich schließlich in Konstanz niederließ. Dort leitet er inzwischen mit Unterstützung der DJK Konstanz Junioren- und Freundschaftsspiele.
Hauptberuflich war al-Turki in Deir ez-Zor Verwaltungsangestellter einer Ölfirma.
Er ist verheiratet und hat acht Kinder.